# Тропар
Тропарът (от гръцки: τροπάριον – етимологията не е доуточнена) е основен музикално-поетичен жанр от църковната химнография, съществен елемент от православното богослужение. Представлява кратко песнопение, посветено на събитието или светеца, които се честват при съответното богослужение.
Заражда се като кратък песенен коментар към богослужебните текстове. Първите тропари следват принципа на ритмувана проза и са повече декламативни, но след 6 век окончателно придобиват формата на песнопения. Първоначалните текстови образци биват поетизирани, изпълняват се върху развита музикална мелодия.
За първи тропар традицията сочи популярния и изпълняван и до днес при богослужението „Свѣте Тихій“ (Тиха светлина), който още през 4 век е определен от Свети Василий Велики като част от „древната традиция на Църквата“. За древен е смятан и тропарът „Христос воскресе“, който също се пее и днес. С времето се появяват нови тропари – възкресни, богородични и др.
В богослужението на Източноправославната църква, тропарът се подчинява на принципа на осмогласието.